# Temple d'Amosis I

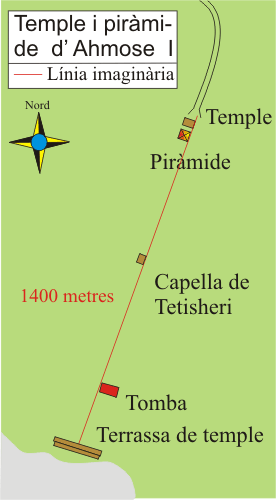
Situació del temple i piràmide

El temple d'Amosis I és un temple i una piràmide funerària edificada a Abidos per Amosis I (Amosis), el primer faraó de la dinastia XVIII. Les piràmides del sud d'Egipte normalment no van acompanyades de temple funerari i en general se les considera monuments regionals dels faraons, però la d'Amosis, com a excepció, sí que disposa d'un temple.
El complex fou investigat per Arthur Mace i Charles T. Currelly per compte de la Egypt Exploration Fund entre 1899 i 1902, però els resultats obtinguts pràcticament no foren publicats. Es va tornar a excavar al final del segle xx per un equip americà dirigit per Stephen Harvey que va trobar milers de fragments gravats, amb diverses escenes i texts inclòs els noms d'Apofis (el rei dels hicsos) i Àvaris (la capital). De l'anàlisi dels elements trobats es creu que el temple fou construït en dues fases, la primera per Amosis I i la segona pel seu fill Amenhotep I (Amenofis I).
El temple mortuori se situa a la part nord de la piràmide. L'estructura coneguda és la part externa, amb un mur molt gran a l'est i una entrada central que porta a un vestíbul des on una porta condueix a una cambra quadrada, que probablement tenia pilars. Entre aquesta secció i la piràmide hi ha algunes restes més que probablement foren el santuari del temple.
A l'extrem sud-est de la piràmide s'ha trobat un segon temple probablement dedicat a la dona i germana d'Amosis, Amosis-Nefertari.
La piràmide és un munt de pedra i arena que ha perdut part del seu material original, i està en ruïnes. Originalment tenia uns 52 metres quadrats i una altura d'uns 50 metres. L'angle d'inclinació es calcula que fou entorn dels 60 graus. Les investigacions fins al dia d'avui no han posat a la llum cap estructura interna o subterrània.
Una mica al sud de la piràmide hi havia una capella dedicada a Tetisheri, àvia d'Amosis. Aquesta estructura de rajoles no devia ser molt diferent a una mastaba; un corredor portava, a través del centre de la capella, a una estela que incloïa dos representacions gràfiques de Tetisheri i un text jeroglífic on el rei declarava la intenció de construir una piràmide en honor de la seva àvia.
Més al sud, en línia amb la capella, la piràmide i el temple, una tomba o un cenotafi construït per Amosis I, tallada a la roca però feta amb rapidesa i poca cura. Un forat bastant petit permetia l'entrada cap un passatge descendent que tenia habitacions als dos costats, però l'obra d'aquestes sales no es va acabar i el pas s'acaba a una sola amb 18 pilars.
Finalment, al sud de la tomba, i també en línia, una terrassa feta de rajoles, que tenia uns 90 metres de llarg, amb una segona terrassa de pedra en segon nivell. Aquestes terrasses se suposa que eren la base sobre la qual construir un temple; ceràmiques i gerres i barques amb rems es van enterrar a l'extrem sud. La darrera teoria pensa que el rei Amosis I fou enterrat a Abidos i que després la seva mòmia fou portada a Tebes (on es va trobar però on no té cap tomba assignada).